# Catharsis (album d'Elis)
 (septembre 2022).
La mise en forme du texte ne suit pas les recommandations de Wikipédia : il faut le « wikifier ».
Les points d'amélioration suivants sont les cas les plus fréquents. Le détail des points à revoir est peut-être précisé sur la page de discussion.
- Les titres sont pré-formatés par le logiciel. Ils ne sont ni en capitales, ni en gras.
- Le texte ne doit pas être écrit en capitales (les noms de famille non plus), ni en gras, ni en italique, ni en « petit »…
- Le gras n'est utilisé que pour surligner le titre de l'article dans l'introduction, une seule fois.
- L'italique est rarement utilisé : mots en langue étrangère, titres d'œuvres, noms de bateaux, etc.
- Les citations ne sont pas en italique mais en corps de texte normal. Elles sont entourées par des guillemets français : « et ».
- Les listes à puces sont à éviter, des paragraphes rédigés étant largement préférés. Les tableaux sont à réserver à la présentation de données structurées (résultats, etc.).
- Les appels de note de bas de page (petits chiffres en exposant, introduits par l'outil «  Source ») sont à placer entre la fin de phrase et le point final[comme ça].
- Les liens internes (vers d'autres articles de Wikipédia) sont à choisir avec parcimonie. Créez des liens vers des articles approfondissant le sujet. Les termes génériques sans rapport avec le sujet sont à éviter, ainsi que les répétitions de liens vers un même terme.
- Les liens externes sont à placer uniquement dans une section « Liens externes », à la fin de l'article. Ces liens sont à choisir avec parcimonie suivant les règles définies. Si un lien sert de source à l'article, son insertion dans le texte est à faire par les notes de bas de page.
- La présentation des références doit suivre les conventions bibliographiques. Il est recommandé d'utiliser les modèles {{Ouvrage}}, {{Chapitre}}, {{Article}}, {{Lien web}} et/ou {{Bibliographie}}. Le mode d'édition visuel peut mettre en forme automatiquement les références.
- Insérer une infobox (cadre d'informations à droite) n'est pas obligatoire pour parachever la mise en page.

Pour une aide détaillée, merci de consulter Aide:Wikification.
Si vous pensez que ces points ont été résolus, vous pouvez retirer ce bandeau et améliorer la mise en forme d'un autre article.
Pour les articles homonymes, voir Catharsis (homonymie).
Albums de Elis
Griefshire
(2006)
Catharsis est le quatrième et dernier album studio d'Elis, sorti le 27 novembre 2009 chez Napalm Records. Il s'agit du seul album avec Sandra Schleret (ex-Dreams of Sanity, Siegfried) comme nouvelle chanteuse depuis le décès de Sabine Dünser ; le groupe avait sorti début 2007 le MCD Show Me The Way présentant des reprises du single éponyme avec Schleret ainsi que des titres n'apparaissant pas dans Griefshire. 

## Contexte
Après des tournées en 2007 et 2008, le groupe annonce leur entrée en studio pour enregistrer leur quatrième album studio, qui correspondrait à la suite de leur album sortie en 2006, Griefshire . Ils ont passé une bonne partie de l'année 2008 et une partie de 2009 à enregistrer le nouvel album. 
Après la mort soudaine de la chanteuse originale d'Elis Sabine Dünser, le groupe a décide de poursuivre ses idées musicales. L'album sort fin 2009 chez Napalm Records, étant la première sortie complète avec la nouvelle chanteuse Sandra Schleret, connue pour avoir été membre de groupes comme Dreams of Sanity et Siegfried. Il contient des morceaux plus louds et rapides, mais reste néanmoins émotionnel.

## Accueil
Allmusic critique les "mélodies du clavier reste sans inspiration et utilise des sons prédéfinis" et un manque général d'originalité, mais leur critique trouve aussi que la voix de Sandra Schleret est "jolie". Le magazine Sonic Seducer a cependant livré une critique gratifiante qualifiant l'album comme étant fascinant et mentionnant "l'authenticité de chaque note".
Laut.de écrit que Sandra Schleret n'a en rien copié le style de Dünser, mais elle fut saluée pour sa voix plus sombre et plus puissante sur la plupart des pistes. La reprise de "I Come Undone" de Jennifer Rush a malheureusement été trouvée plus faible que l'original.

## Titres
- Toutes les chansons ont été écrites par Sandra Schleret (paroles) et Pete Streit (musique), sauf indication contraire.

1. "Core of Life" (04:08)
2. "Twinkling Shadow" (04:25)
3. "Warrior's Tale" (06:05) (feat. Michelle Darkness)
4. "Des Lebens Traum, des Traumes Leben" (04:06)
5. "I Come Undone" (Jennifer Rush cover) (04:25) (Morrie Elliott Brown, Ellen Shipley (en))
6. "Firefly" (04:25)
7. "Morning Star" (04:17) (Shipley)
8. "Das kleine Ungeheuer" (3:53) (Shipley)
9. "Mother's Fire" (04:02)
10. "Rainbow" (04:10) (Simone Dyllong, Maximilian Nascher)
11. "The Dark Bridge" (04:56)
12. "Ghost Of The Past" (Bonus on Digipack)
13. "No Hero" (Bonus on Digipack)

### Digipack Bonus-DVD "Metal Female Voices Fest 2007"
1. "Tales From Heaven And Hell"
2. "Die Zeit"
3. "Show me The Way"
4. "Phoenix From The Ashes"
5. "Der letzte Tag"
6. "Lost Soul"
7. "A New Decade"
8. "Heaven And Hell"

La version digipack comprend un DVD avec des séquences live du groupe au Metal Female Voices Fest en 2007. 
- 25 novembre 2009 - Finlande, Espagne
- 27 novembre 2009 - Allemagne, Suisse, Autriche, Benelux, Italie
- 30 novembre 2009 - Reste de l'Europe
- 15 décembre 2009 - USA
- 12 janvier 2010 - Canada

## Membres
- Sandra Schleret - chant
- Pete Streit - guitare
- Chris Gruber - guitare
- Tom Saxer - guitare basse, Growls
- Max Naescher - batterie

## Production
- Programmation par Elis ; samples supplémentaires et programmation par Alexander Krull
- Produit, mixé et masterisé par Alexander Krull au Mastersound Studios à Steinheim, Allemagne en 2008/2009.
- Enregistré par Alexander Krull, avec l'aide de Mathias Roderer et Thorsten Bauer.
- Photos de couverture par Stefan Heilemann et maquillage par Sylvia Hable.